# Karmapa

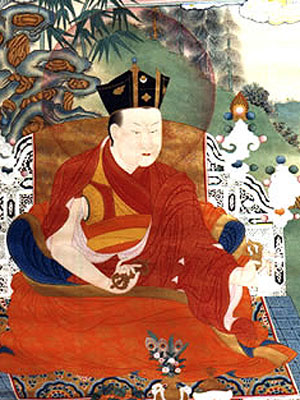
Den sjätte Karmapa med den karakteristiska "svarta kronan".

Gyalwa Karmapa är överhuvud för Karma Kagyu-skolan, en av de mest betydelsefulla skolorna inom den tibetanska buddhismen. Karmapa anses vara alla buddhors aktivitet[förklaring behövs] och en fullt förverkligad bodhisattva – en buddha – och handlar därför till gagn för allt levande. Varje ny Karmapa anses vara föregångaren återfödd.

## Ursprung och historia

Karmapas flagga

Namnet Karmapa betyder "Handlingens man". Gyalwa är en hederstitel som folk använder då de vill visa Karmapa respekt. Det betyder den segrande och betecknar Karmapas förmåga att övervinna alla hinder på vägen till upplysning.
Karma-Kagyü-skolan grundades av den förste Karmapa, Düsum Khyenpa (1110-1193), som vid sin död förklarade att han skulle reinkarneras som sin egen efterträdare. Detta anses ha lagt grunden för traditionen med reinkarnerade lamor i den tibetanska buddhismen och Karma-kagyü-ätten av reinkarnerade lamor har fortsatt in i våra dagar.
Karmapas kännetecken är den svarta krona som Yongle-kejsaren gav honom år 1406 när han utsåg Karmapa till "kejserlig lärare". Kronan symboliserar det förverkligade kraftfält som omger Karmapas huvud.

## Schismen kring den 17:e karmapa
Efter det att den 16 karmapa avled 1981 har två rivaliserande inkarnationer av Karmapa identifierats, vilket lett till en djup schism inom Karma-Kagyü. Den fjortonde Dalai Lama och Folkrepubliken Kinas myndigheter har erkänt Ogyen Trinley Dorje, medan Shamarpa, den andra högste laman inom Karma-Kagyü, erkänner Trinley Thaye Dorje som den 17:e karmapa. Den danske laman Ole Nydahl stödjer också Trinley Thaye Dorje.

## Lista över alla Karmapa
1. Düsum Khyenpa (Tib.: དུས་གསུམ་མཁྱེན་པ།, Wyl.: dus gsum mkhyen pa) (1110–1193)
2. Karma Pakshi (ཀརྨ་པཀྵི་) (1204–1283)
3. Rangjung Dorje (རང་འབྱུང་རྡོ་རྗེ་) (1284–1339)
4. Rolpe Dorje (རོལ་པའི་རྡོ་རྗེ་) (1340–1383)
5. Deshin Shekpa (དེ་བཞིན་གཤེགས་པ་)(1384–1415)
6. Thongwa Dönden (མཐོང་བ་དོན་ལྡན་) (1416–1453)
7. Chödrak Gyatso (ཆོས་གྲགས་རྒྱ་མཚོ་) (1454–1506)
8. Mikyö Dorje (མི་བསྐྱོད་རྡོ་རྗེ་) (1507–1554)
9. Wangchuk Dorje (དབང་ཕྱུག་རྡོ་རྗེ་) (1556–1603)
10. Chöying Dorje (ཆོས་དབྱིངས་རྡོ་རྗེ་) (1604–1674)
11. Yeshe Dorje (ཡེ་ཤེས་རྡོ་རྡྟེ་) (1676–1702)
12. Changchub Dorje (བྱང་ཆུབ་རྡོ་རྗེ་) (1703–1732)
13. Dudul Dorje (བདུད་འདུལ་རྡོ་རྗེ་) (1733–1797)
14. Thekchok Dorje (ཐེག་མཆོག་རྡོ་རྗེ་) (1798–1868)
15. Khakyab Dorje (མཁའ་ཁྱབ་རྡོ་རྗེ་) (1871–1922)
16. Rangjung Rigpe Dorje (རང་འབྱུང་རིག་པའི་རྡོ་རྗེ་) (1924–1981)
17. Både Ogyen Trinley Dorje (ཨོ་རྒྱན་འཕྲིན་ལས་རྡོ་རྗེ།) (född 1985) och Trinley Thaye Dorje (མཐའ་ཡས་རྡོ་རྗེ།) (född 1983) gör anspråk på att vara Karmapa.